# Sphagnum falcatum
Sphagnum falcatum là một loài rêu trong họ Sphagnaceae. Loài này được (Russow) Limpr. mô tả khoa học đầu tiên năm 1888.